# Јошитоки Оима
Јошитоки Оима (大今 良時, Ōima Yoshitoki; Огаки, 15. март 1989) јапанска је манга уметница најпознатија по делу Облик гласа.

## Биографија
Оима је рођена 15. марта 1989. године у јапанском граду Огаки.
Њена прва манга, Mardock Scramble, објављена је 2009. године и представља адаптацију истоименог романа чији је аутор То Убуката. Њена друга и најпознатија манга, Облик гласа, објављена прво као једнократна прича 2011. године, инспирисана је њеном мајком која је интерпретатор за знаковни језик. Године 2016. објавила је своју трећу мангу, Fumetsu no Anata e.
Поред ове три манге, произвела је једну илустрацију у одјавној шпици девете епизоде Напада титана. Такође је, заједно са пар других мангака, радила на манги Ore no 100-wame!!.
Године 2015. освојила је Културолошку награду „Тезука Осаму” у категорији „нови креатор“ за мангу Облик гласа. Због исте манге, номинована је за награде Ајзнер 2016, Рудолф Диркс 2017, и Макс и Мориц 2018. године. Такође 2018. године, освојила је награде Daruma d′Or Manga и Daruma de la Meilleure Nouvelle Série на Јапан Експу за манге Облик гласа и Fumetsu no Anata e. Ове две манге су такође номиноване за награду Таишо, 2015. и 2018. године.

## Дела
- (2009−2012; серијализовано у манга магазину )
- Облик гласа (2013−2014; серијализовано у манга магазину )
- (2015; део колаборације за другим мангакама)
- (2016−2025; серијализовано у манга магазину )